# أندي منار
أندي منار هو سياسي أمريكي، ولد في 12 أغسطس 1976 في بنكر هيل في الولايات المتحدة. نشط حزبياً في الحزب الديمقراطي. وقد انتخب عضو مجلس شيوخ ولاية إلينوي ‏.